# 14. armija (Njemačko Carstvo)
14. armija (njem. 14. Armee / Armeeoberkommando 14 / A.O.K. 14) je bila vojna formacija njemačke vojske u Prvom svjetskom ratu. Tijekom Prvog svjetskog rata djelovala je na Talijanskom bojištu.

## Povijest
Nakon Jedanaeste bitke na Soči u kojoj je iscrpljena austrougarska vojska jedva odbila talijanski napad, austrougarski Glavni stožer zatražio je pomoć od njemačke vojske kako ne bi došlo do proboja fronta na Soči. Njemački Glavni stožer bojeći se austrougarskog poraza na Talijanskom bojištu, pozitivno je odgovorio na austrougarsko traženje, te je na Talijansko bojište uputio sedam divizija na temelju kojih je nastala 14. armija koja je formirana 9. rujna 1917. sa sjedištem u Krainburgu (danas Kranj u Sloveniji). Odlučeno je da se u jesen poduzme ofenziva na dijelu fronte između Tolmina i Boveca kako bi se talijanska vojska odbacila iza rijeke Tagliamento. Zapovjednikom 14. armije postao je general pješaštva Otto von Below, dotadašnji zapovjednik 6. armije koji je na Solunskom bojištu zapovijedajući Grupom armija Below stekao iskustva u planinskom ratovanju. Načelnikom stožera 14. armije imenovan je general poručnik Konrad Krafft von Dellmensingen, raniji zapovjednik Alpskog korpusa, također stručnjak za planinski tip ratovanja.

Četrnaesta armija započela je ofenzivu koja se naziva Bitkom kod Kobarida 24. listopada 1917. i već je prvog dana probila frontu u dubini od 25 km talijanske 2. armije kojom je zapovijedao general Luigi Capello. Armija je 28. listopada ušla u nebranjene Udine, te je goneći poraženu talijansku vojsku došla do Tagliamenta. Talijanska vojska nije međutim, uspjela zadržati napredovanje 14. armije niti na Tagliamentu koji je 14. armija prešla 2. studenog. Povlačenje Talijana pretvorilo se u panično bježanje, te je prijetila opasnost da talijanska vojska pretrpi potpuni poraz tako da su na bojište morale biti upućene francuske i britanske divizije. Ubrzo nakon prelaska Tagliamenta 14. armija nastavila je napredovati, te je 10. studenog došla do rijeke Piave gdje je položaje zauzela i talijanska vojska želeći na toj rijeci zaustaviti njemačko napredovanje.  Iako su rađeni planovi i za dalje napredovanje prema Veneciji, brzo napredovanje 14. armije uzelo je svoj danak. Naime, linije opskrbe su se u tolikoj mjeri produžile tako da daljnje napredovanje preko rijeke Piave nije bilo moguće tako da je ofenziva okončana 19. studenog 1917. godine.
Nakon završetka Kobaridske ofenzive na bojištu je nastupilo razdoblje rovovskog ratovanja. Tijekom zime pojedine jedinice koje su činile 14. armiju njemački Glavni stožer počeo je premještati na druga bojišta prije svega Zapadno na kojem je spremala velika njemačka Proljetna ofenziva. Na Talijanskom bojištu je na kraju ostao samo LI. korpus tako da je 14. armija 22. siječnja 1918. rasformirana. Stožer 14. armije premješten je na Zapadno bojište gdje je postao stožerom 17. armije. 

## Zapovjednici
Otto von Below (9. rujna 1917. – 22. siječnja 1918.)

## Načelnici stožera
Konrad Krafft von Dellmensingen (9. rujna 1917. – 22. siječnja 1918.)

## Bitke
Bitka kod Kobarida (24. listopada – 19. studenog 1917.) 

## Vojni raspored 14. armije u Bitci kod Kobarida
Zapovjednik: general pješaštva Otto von Below

Načelnik stožera: general poručnik Konrad Krafft von Dellmensingen

- I. korpus (Grupa Krauss) (Austro-Ugarska) (genpj. Alfred Krauss)
  - 3. pješačka divizija "Edelwiess" (gen. Wieden)
  - 22. zaštitna divizija (gen. Müller)
  - 55. divizija (princ Schwarzenberg)
  - Lovačka divizija (puk. Wodtke)

- III. bavarski korpus (Grupa Stein) (genpor. Hermann von Stein)
  - 50. pješačka divizija (Austro-Ugarska) (gen. Gerabek)
  - 12. pješačka divizija (gen. Lequis)
  - 117. pješačka divizija (gen. Seydel)
  - Alpski korpus (gen. Tutschek)

- LI. korpus (Grupa Berrer) (genpor. Albert von Berrer)
  - 26. pješačka divizija (gen. Hofacker)
  - 200. pješačka divizija (gen. H. Below)Napredovanje 14. armije u Bitci kod Kobarida

- XV. korpus (Grupa Scotti) (Austro-Ugarska) (podmrš. Karl Scotti)
  - 1. pješačka divizija (podmrš. Metzger)
  - 25. pješačka divizija (gen. Wedel)

- Pričuva
  - 4. pješačka divizija (podmrš. Pfeffer von Ehrenstein)
  - 13. zaštitna divizija (podmrš. Kalser von Maasfeld)
  - 35. pješačka divizija (gen. Iwanski)

## Vanjske poveznice
(eng.) 14. armija na stranici Prussian Machine.com

(njem.) 14. armija na stranici Deutschland14-18.de  Arhivirana inačica izvorne stranice od 5. listopada 2013. (Wayback Machine)

(njem.) 14. armija na stranici Wiki-de.genealogy.net